# Valabetokana
Valabetokana est une commune urbaine malgache, située dans la partie centrale de la région de Vakinankaratra.

## Géographie
Valabetokana est une commune rurale située à 12 km de la RN43.

## Économie
L'essentiel de l'activité de la commune est agricole avec la culture de riz (de type pluviale), de manioc, de maïs et l'élevage.